# 肉食系
肉食系（にくしょくけい）とは人間の性格と行動様式を表す言葉で、恋愛や異性との関係に積極的な人のことである。積極的に肉（肉体）を求める様子、もしくは狙った相手を捕まえようとする様子を肉食動物が他の生物を捕殺するさまに例えて表現したものである。肉を好んで食べるという意味ではない。対義語は草食系。
これは主に、若者の傾向を示す言葉であるため、恋愛に関して、異性への振る舞いや、積極性の強さの度合いを表す時に用いられており、積極性の強い男子には「肉食系男子」、積極性の強い女子には「肉食系女子」という言葉が使われている。肉食系は積極的、攻撃的、行動的、現実的、社交的な外向的傾向が強くコミュニケーション能力が高い。
異性関係に積極的なことを「肉食」と例えることは明治の頃から存在し、夏目漱石「吾輩は猫である」第十一話に「…君一夫多妻主義ですか」「多妻主義じゃないですが、肉食論者です」との表現がある。2009年の流行語大賞候補語にノミネートされた。

## 肉食系女子（肉食女子）
肉食系女子（にくしょくけいじょし）、または肉食女子（にくしょくじょし）とは、恋愛に積極的な女性を指した造語である。対義語として「草食系女子」、類語に「猛禽系女子」（好みの男性のみを狙って仕留める女性）等様々な派生語が存在する。
一般的には、男性からのアプローチを待っている従来の受け身型の女性像とは正反対に恋愛、セックスに積極的なタイプを意味する。以前は若い女性が多かったが
、2009年頃から草食系男子を食い物にするクーガー女と呼ばれる30代後半の女性が急増しているという。。
2010年には映画「肉食系女子。」が登場した。

## 肉食系男子（肉食男子）
肉食系男子（にくしょくけいだんし）とは草食系男子の対義語であり、恋愛といった異性交遊に積極的であり、自ら進んで女性にアプローチし女性をリードする男子を指すスラング。
女性にとって男性は「引っ張ってもらえて強くて頼れて、支えてくれる存在」であってほしいと望むことから、ギャルを中心にいわゆる「オラオラメンズ」である肉食系男子を求める声が強くなっている。

## 細分化
見た目が草食系でも性格は肉食系の男性を形容したロールキャベツ男子など、ジャンルが細分化された派生語が誕生している。